# Псковская агломерация
Пско́вская агломера́ция — моноцентрическая городская агломерация, сформировавшаяся вокруг города Псков, административного центра Псковской области.
Имеет влияние Санкт-Петербургской и Московской агломераций:70,72, 106. «Новгородская и потенциальная Псковская агломерации находятся в депрессивных регионах с постоянным оттоком населения и испытывают на себе влияние соседней Санкт-Петербургской агломерации»:6. «На примере Пскова, Псковского района и их соседей можно заметить все
признаки усиления доминирования областного центра и его локальной агломерации, куда стягивается все больше населения, как регистрируемого, так и временно привлекаемого возможностями масштабного рынка товаров»:7.
При расчете границы агломераций по 1,5-часовой изохроне транспортной доступности количественные данные Псковской агломерации составляют: площадь 5496,28 км2, численность городского населения (городов и пгт — 4 и 2) — 229,1 тыс. чел., из них в агломерационном ядре — 193,1:4.

## Состав агломерации
Состав Псковской агломерации утверждён Решением Псковской городской Думы от 25.12.2020 № 1411 «Об утверждении Стратегии развития города Пскова до 2030 года». В её состав входят Псков, Псковский, Островский, Палкинский и Печорский районы.

По расчетам А. П. Плотниковой (2023), сделанным по методикам ИГ РАН и
ЦНИИПград, коэффициент
развитости агломерации составляет 0,9, коэффициент
агломеративности — 0,67, индекс
агломеративности — 0,16:4.

## Транспорт
В Псковской агломерации с начала 2024 года обновили более 14,5 км дорог.